# Джавахетский хребет
Джавахе́тский хребе́т (груз. ჯავახეთის ქედი  [d͡ʒavaχetʰis kʰedi]) или Джавахкский хребет (арм. Ջավախքի լեռնաշղթա  [d͡ʒɑvɑχkʰí lernɑʃχtʰɑ́]) также известен как Кечу́тский хребет или Мокрые горы — горный хребет в Грузии и Армении длиной около 50 км. Высочайшая вершина хребта — гора Ачкасар (3196 м, Армения). Джавахетский хребет образован цепью многочисленных вулканов, активных в четвертичный период.
Название Мокрые горы связано с климатом этих мест — здесь выпадает очень много осадков. Растительность характерная для горных степей, субальпийских и альпийских лугов. На хребте берут начало реки Тзахкашен, Гукасян и Чичхан.

## Этимология
Сегодня этот регион среди армян и среди грузин называются по-разному. Армянский вариант — Джавахк, а грузинский — Джавахети. Оба эти топонима имеют одни и те же корни, которые уходят корнями ко времени государства Урарту. В Хорхорской надписи урартского царя Аргишти I (786—764) впервые встречается топоним «Забаха». В последующее время от термина было отторгнуто окончание «а», характерно для индоевропейских языков — Забах, после чего на замену «з» пришёл «дж» — Джавах. Затем, к этому топониму было прибавлено древнеармянское окончание «к» — Джавахк, а в грузинском варианте к топониму Джавах было прибавлено «ети» — Джавахети.